# Lernaea senegali
Lernaea senegali is een eenoogkreeftjessoort uit de familie van de Lernaeidae. De wetenschappelijke naam van de soort is voor het eerst geldig gepubliceerd in 1922 door Zimmermann.